# Ткач Віталій Іванович
Віта́лій Іва́нович Тка́ч (1 березня 1976, с. Вікторівка, Ширяївський район, Одеська область, Українська РСР — 6 жовтня 2014, м. Мар'їнка, Донецька область, Україна) — солдат Збройних сил України, учасник російсько-української війни.

## Біографія
Народився 1976 року в селі Вікторівка Ширяєвського району Одеської області. 1983 року пішов до школи у селі Першотравневе Комінтернівського району (нині село Причорноморське, Одеський район). У 1987 році родина переїхала до села Смолянка Кодимського району. З 5 по 9 клас навчався у Смолянській середній школі. 1992 року вступив на навчання до Кодимського СПТУ № 45, де здобув фах тракториста-машиніста. Повернувшись до Смолянки, протягом кількох років працював на місцевому Колективному сільськогосподарському підприємстві «Світанок», трактористом та помічником комбайнера. Після закриття підприємства працював на різних роботах. У 1994 році одружився.
Під час російської збройної агресії проти України 7 вересня 2014 року був призваний за частковою мобілізацією Кодимським районним військкоматом.
Солдат, стрілець-помічник гранатометника механізованого відділення механізованого взводу механізованої роти механізованого батальйону 28-ї окремої механізованої бригади, в/ч А0666, смт Чорноморське, Одеська область.
З 23 вересня 2014 року виконував завдання на території проведення антитерористичної операції у Донецькій області в районі міста Мар'їнка.
Загинув 6 жовтня 2014 року о 22:30 від кульового поранення під час чергування на блокпосту біля Мар'їнки.
13 жовтня 2014-го з воїном попрощались у Кодимі. Похований на кладовищі села Смолянка Кодимського району.
Залишились батьки, дружина та двоє дітей, — син і донька.

## Нагороди та вшанування
- Указом Президента України № 311/2015 від 4 червня 2015 року, за особисту мужність і високий професіоналізм, виявлені у захисті державного суверенітету та територіальної цілісності України, вірність військовій присязі, нагороджений орденом «За мужність» III ступеня (посмертно)[3].
- 3 серпня 2016 року у Кодимі відкрили меморіальну дошку на честь загиблих на війні випускників Кодимського професійно-технічного аграрного училища — солдатів 28-ї бригади: Костянтина Ковальчука, Віталія Ткача та Сергія Бедрія[4][5].
- Його портрет розміщений на меморіалі «Стіна пам'яті полеглих за Україну» у Києві: секція 4, ряд 2, місце 35